# Remake
Remake (wym. 'riːmɛɪk, ang. wytwarzać coś ponownie) – termin odnoszący się do filmów i gier komputerowych, które zostały nakręcone bądź stworzone na nowo, z różnym stopniem zmian. Remakiem nie jest zazwyczaj nazywana ponowna adaptacja tego samego materiału źródłowego, np. sztuki, książki, opowiadania, a jedynie utwór stworzony ponownie, na podstawie tego samego, bądź do pewnego stopnia zmienionego scenariusza.

## Filmy
Przykładem remake’u całkowitego może być Psychol Gusa van Santa (remake Psychozy Hitchcocka), który od oryginału różni się niemal wyłącznie drobnymi szczegółami, aktorami i faktem, że jest to film kolorowy. Także Omen z 2006 roku, będący remakiem filmu z 1976, jest oparty niemal na identycznym scenariuszu – wyjąwszy parę dodanych scen.
Z drugiej strony, wiele filmów określonych jako remaki ma wiele istotnych zmian – przykładem mogą być np. film Sprawa Thomasa Crowna z 1968 roku, gdzie częścią fabuły jest napad na bank, a w remake’u z 1999 kradzież dzieł sztuki. Podobnie było w przypadku Człowieka z blizną – w oryginale z 1932 chodliwym towarem był alkohol (akcja filmu rozgrywa się w czasach amerykańskiej prohibicji), a w wersji z roku 1983 zamieniono go na kokainę.
Zmiany fabularne są często tak istotne, że historia przedstawiona w remake’u tylko nieznacznie przypomina tę z pierwowzoru. W zmienionej konwencji zrealizowano np. Teksańską masakrę piłą mechaniczną Marcusa Nispela z 2003 roku.
Nie wszystkie remaki mają ten sam tytuł co wcześniejsza wersja, np. Nigdy nie mów nigdy (1983) jest remakiem Operacji Piorun z 1965 roku (w obu zagrał Sean Connery), a Idź, nie biegnij (1966) z Carym Grantem – Wesołego sublokatora, komedii z czasu II wojny światowej.
W 2010 roku został nakręcony remake filmu Karate Kid z 1984 roku pod tą samą nazwą, mimo iż jego fabuła skupia się na kung-fu, a nie na karate.
W 2010 roku został nakręcony remake filmu Och, Karol z 1985 roku pod nazwą Och, Karol 2.
W 2019 roku został nakręcony remake filmu Król lew z 1994 roku pod tą samą nazwą.

## Gry komputerowe
Remake gry komputerowej to gra stworzona od podstaw, której elementy w dużym stopniu bazują na oryginalnej produkcji. Remake różni się tym samym od portu lub remasteru gry przeznaczonym na inną platformę, choć ten również może zawierać np. ulepszoną grafikę lub nowe elementy mechaniki. Rozróżnienie między remakiem a portem nie jest zawsze wyraźne. Przykładami remake’ów gier są m.in. Tomb Raider: Anniversary (pierwotnie Tomb Raider z 1996), Pokémon FireRed (pierwotnie – Pokémon Red), Counter-Strike: Source (remake Counter-Strike’a o całkowicie zmienionym silniku graficznym) czy Halo: Combat Evolved Anniversary (remake Halo: Combat Evolved).